# Sello Muso
Sello Muso (ur. 3 marca 1986) – lesotyjski piłkarz występujący na pozycji prawego pomocnika. Od 2012 roku zawodnik klubu FC Likhopo.